# Don't Stop (chanson des Rolling Stones)
Singles de The Rolling Stones
Out of Control
(1998) Sympathy for the Devil
(2003)
Don't Stop est une chanson des Rolling Stones paru en 2002 sur la compilation Forty Licks dédié aux quarante ans du groupe, puis en single en décembre de la même année.

## Genèse et enregistrement
Mick Jagger a commencé à écrire cette chanson lors de l'écriture de son nouvel album solo, Goddess In The Doorway qui parait en 2001, puis a choisi de l'enregistrer avec le groupe. "J'ai bien vu que Mick l'avait écrite pour la jouer dans de grandes salles, une chanson pour les foules comme Start Me Up, avec un message simple et une structure également simple" précise le guitariste Ron Wood.  Le texte met en scène un couple qui se délecte au jeu dangereux du sadomasochisme. Mais malgré cette inquiétante relation, l'amour perdure.
En 2002, pour fêter les quarante ans de carrière, le groupe décide de réaliser une double compilation retraçant leur carrière, tout en proposant quatre chansons inédites : Don't Stop, Keys to Your Love, Stealing my Heart et Losing my Touch. Ces chansons sont enregistrées au studio Guillaume Tell à Suresnes dans la banlieue parisienne du 13 mai au 8 juin 2002, avec Chuck Leavell au clavier qui accompagne le groupe et le bassiste Darryl Jones durant ces sessions.

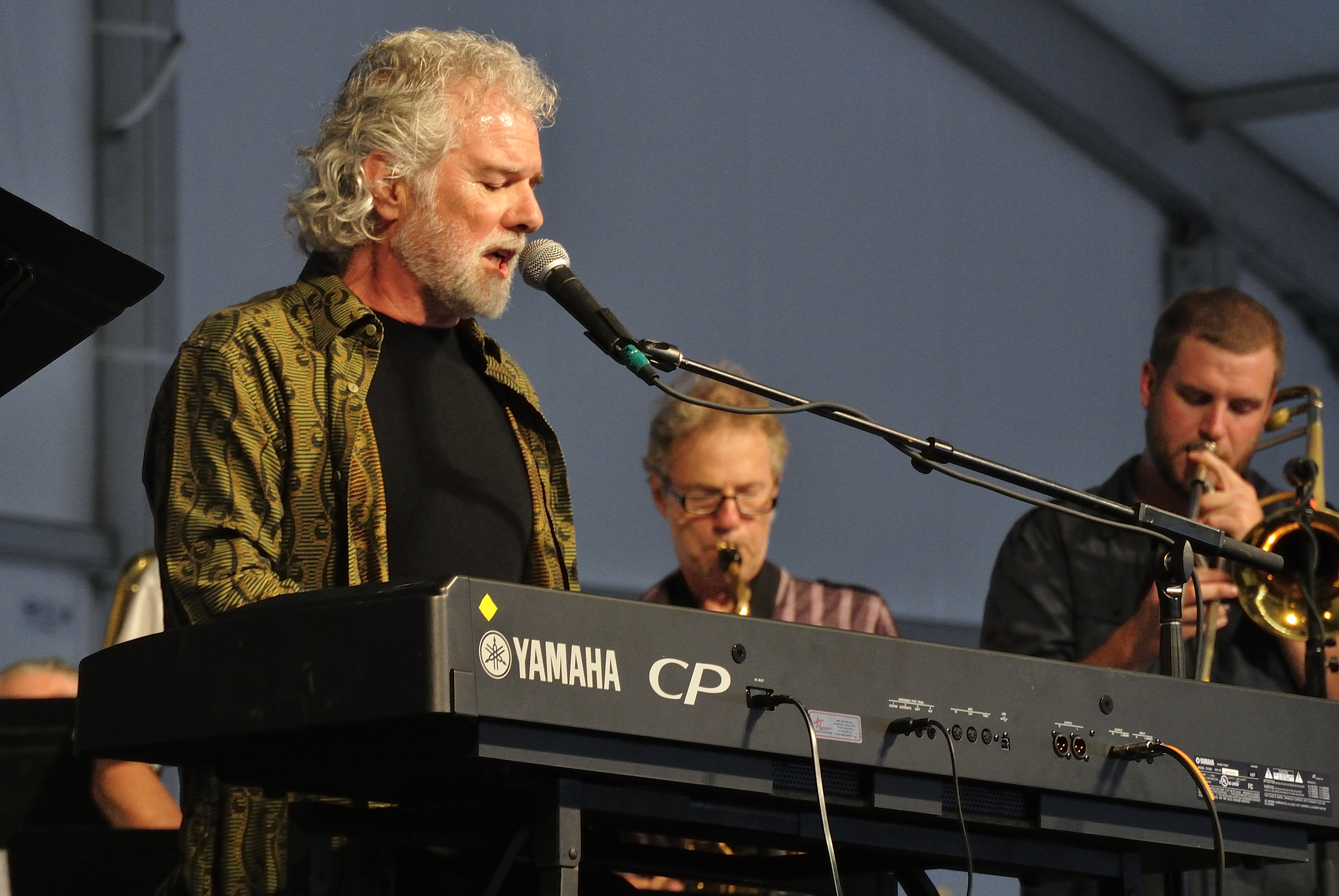
Le claviériste Chuck Leavell accompagne les Rolling Stones et le bassiste Darryl Jones durant les sessions d’enregistrement de 2002.

## Parution et réception
La chanson Don't Stop sort le 30 septembre 2002 sur la double compilation Forty Licks avec les trois autres inédits, puis en single le 16 décembre 2002 en single dans une version New Rock Mix (une version éditée avec 30 secondes en moins), avec en face B Miss You remixé. Le single atteint la 36e place des classements anglais dix jours plus tard, tandis qu'en Allemagne il arrive à la septième place.
Par la suite la chanson est interprétée par le groupe durant la tournée des quarante ans en 2002 et 2003, et apparaît également sur les compilations GRRR! en 2012 et Honk en 2019.

## Personnel
- Mick Jagger : chant, guitare rythmique
- Keith Richards : guitare rythmique et guitare acoustique
- Ronnie Wood : guitare solo et guitare acoustique
- Darryl Jones : basse
- Charlie Watts : batterie
- Chuck Leavell : claviers
- Ed Cherney : ingénieur du son
- Bob Clearmountain : mixage